# Charro

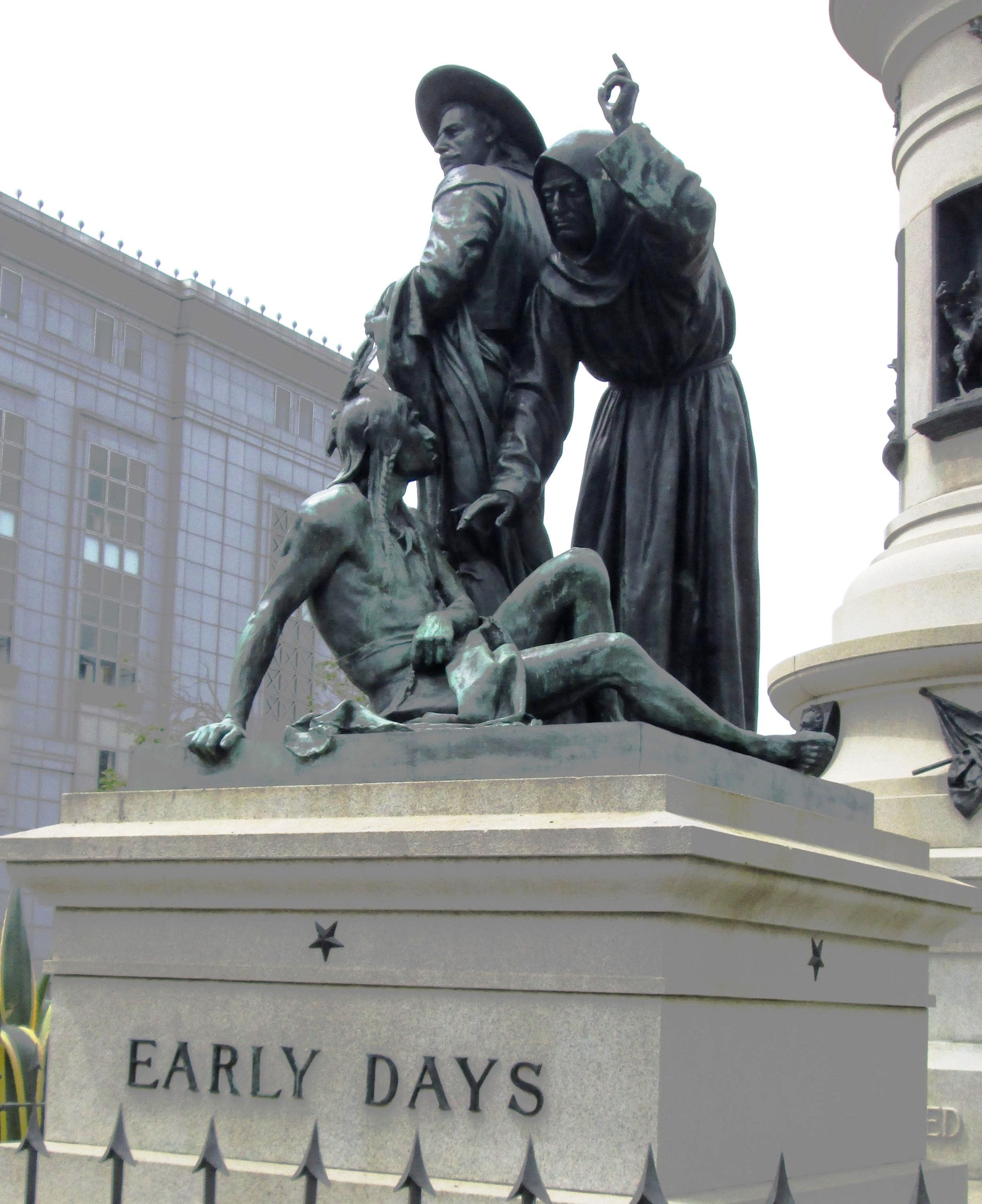
En vaquero i statygruppen Early days, en tidigare del av Pioneer Monument
i San Francisco i USA

Charro eller vaquero (efter spanskans vaca, 'ko') är den mexikanska motsvarigheten till det sydamerikanska gaucho. Speciellt användes namnet för boskapsskötare från delstaten Jalisco men när det gäller hästsportutövare av charrería gäller det hela landet. Ursprunget av namnet kommer från tilltalet till en som kommer från Salamanca i Spanien men har ändrat betydelse i Mexiko.
I andra delar av Mexiko, inklusive de delar som övergick till USA, kallades yrket vaquero, cowboy.